# لارا كوروتشانو
لارا كوروتشانو (بالإسبانية: Lara Corrochano)‏ (من مواليد 3 فبراير 1973 في مدريد، إسبانيا) هي ممثلة سينمائية وتلفزيونية إسبانية، وقد اشتهرت بلعب دور مارينا لارا في مسلسل هوسبيتال سنترال.

## وصلات خارجية
- لارا كوروتشانو على موقع IMDb (الإنجليزية)